# Ferdinando Minoia

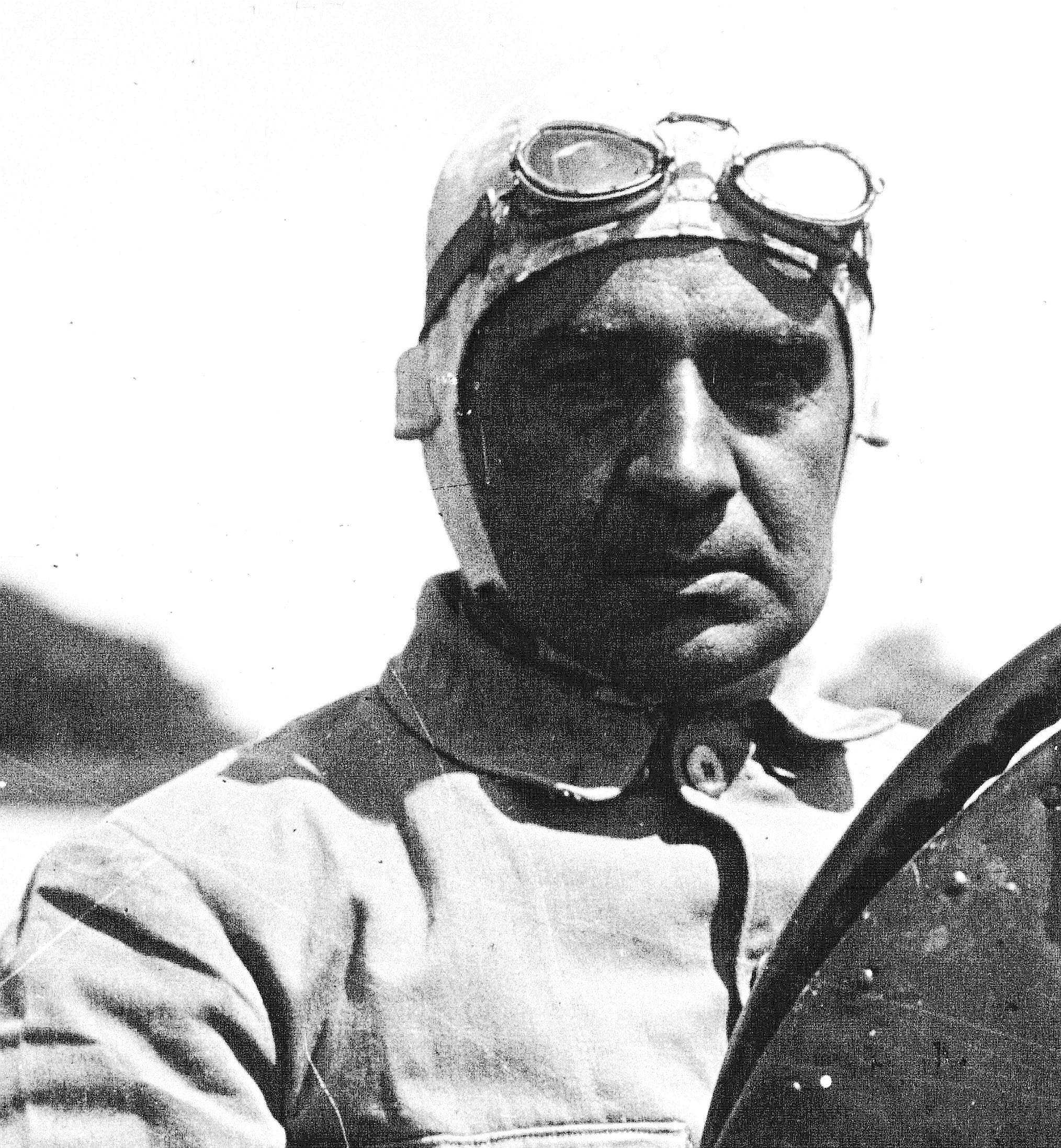
Minoia se preparando para uma corrida em 1931.

Ferdinando Minoia (Milão, 2 de junho de 1884 – Milão, 28 de junho de 1940) foi um automobilista italiano.
Minoia teve uma distinta e variada carreira automobilística entre os anos de 1907 e 1931, com dois hiatos; o primeiro entre os anos 1908 e 1921, e o segundo entre 1928 e 1931. Dentre seus resultados mais expressivos durante sua carreira, destacam-se as vitórias na Coppa Florio, em seu primeiro ano como piloto, guiando um Isotta Fraschini; na Mille Miglia, em 1927, ano de sua primeira edição; assim como na primeira edição do Campeonato Europeu de Automobilismo (precursor da atual Fórmula 1), em 1931. Curiosamente, Minoia venceu a edição do campeonato europeu sem uma única vitória. Minoia também se tornou o primeiro piloto a dirigir um carro com motor central, o Benz Tropfenwagen, em um Grande Prêmio, em 1923.

## Resultados no Campeonato Europeu
(legenda) (Corridas em negrito indicam pole position) (Corridas em itálico indicam volta mais rápida)
| Temporada | Equipe     | Fabricante | 1     | 2     | 3     | Classificação | Pontos |
| --------- | ---------- | ---------- | ----- | ----- | ----- | ------------- | ------ |
| 1931      | Alfa Corse | Alfa Romeo | ITA 2 | FRA 6 | BEL 3 | 1º            | 9      |